# Liste der Nummer-eins-Hits in den Rhythmic Airplay Charts (2011)
| Singles |
| --- |
| - Rihanna feat. Drake – What’s My Name? - 9 Wochen (25. Dezember 2010 – 25. Februar 2011) - Wiz Khalifa – Black and Yellow - 1 Woche (26. Februar – 4. März) - Bruno Mars – Grenade - 1 Woche (5. März – 11. März) - Jeremih feat. 50 Cent – Down on Me - 6 Wochen (12. März – 22. April) - Chris Brown feat. Busta Rhymes und Lil Wayne – Look at Me Now - 3 Wochen (23. April – 13. Mai) - Katy Perry feat. Kanye West – E.T. - 4 Wochen (14. Mai – 10. Juni) - Lupe Fiasco – The Show Goes On - 1 Woche (11. Juni – 17. Juni) - Pitbull feat. Ne-Yo, Afrojack & Nayer – Give Me Everything - 7 Wochen (18. Juni – 5. August) - Nicki Minaj – Super Bass - 1 Woche (6. August – 12. August) - Lil Wayne – How to Love - 1 Woche (13. August – 19. August, insgesamt 5 Wochen) - LMFAO feat. Lauren Bennett und GoonRock – Party Rock Anthem - 2 Wochen (20. August – 2. September) - Lil Wayne – How to Love - 4 Wochen (3. September – 30. September, insgesamt 5 Wochen) - Bad Meets Evil feat. Bruno Mars – Lighters - 4 Wochen (1. Oktober – 28. Oktober) - Drake – Headlines - 4 Wochen (29. Oktober – 25. November) - Rihanna feat. Calvin Harris – We Found Love - 5 Wochen (26. November – 30. Dezember) - J. Cole – Work Out - 1 Woche (31. Dezember 2011 – 6. Januar 2012) |